# 藤井直伸
藤井直伸（日语：／ Fujii Naonobu，1992年1月5日—2023年3月10日），宮城縣石卷市出身。是日本男子排球運動員，曾為日本國家男子排球隊成員。所屬的俱樂部為日本排球聯賽V1隊伍東麗箭，位置為舉球員。

## 排球生涯
藤井中學時加入學校的排球隊，升上高中後加入縣內強豪：宮城縣古川工業高校排球隊，大學則考上順天堂大學。東日本大震災時藤井還是大一學生，父親因此失去工作，家中頓時失去經濟來源，這一度使得藤井產生放棄排球的想法。但藉由一些救濟措施，藤井得以繼續從事排球活動。並於2013年11月拿到日本排球聯賽V1隊伍東麗箭的內定資格。
2016/17賽季，憑藉隊友穩定的一傳以及擔任舉球員的藤井巧妙使用中線快攻的配球，東麗箭睽違八年奪得聯賽冠軍，藤井自身也獲選為Best 6。於2017年更進一步獲選為日本國家男子排球隊成員，個人的國際賽初登場即為同年的世界排球聯賽波蘭站。
藤井入選為東京奧運排球賽的日本代表，在預賽對上委內瑞拉時，作為替補舉球員上場，與同俱樂部的搭檔李博以快攻取得勝利。
2023年4月23日，V聯賽冠軍賽開始前，藤井獲頒特別獎，由其遺孀佐藤美彌代為出席頒獎典禮。她在致詞時，向大會及所有給予藤井鼓勵及支持的球迷表達感謝之意。

## 體育成就

### 個人榮譽
- 2017年：亞洲男子排球錦標賽 - 最佳舉球員[15][16]

### 俱樂部
- 2016/2017 V. PREMIER LEAGUE 男子 – Best 6，與東麗箭
- 2022/2023 V. LEAGUE DIVISION1 男子 – 特別獎

## 經歷
- 日本國家男子排球隊：2017年–
  - 世界排球聯賽：2017年
  - 世界大冠軍盃排球賽：2017年
  - 奧林匹克運動會：2021年

## 所屬球隊
- 石卷市立大須中學
- 宮城縣古川工業高等學校
- 順天堂大學
- 東麗箭（2014年–2022年）

## 個人生活
- 2021年9月，宣布與前日本國家女子排球隊成員、同樣身為舉球員的佐藤美彌（日语：佐藤美弥）結婚。[17]
- 2022年2月，在個人的Instagram上提及，自2021年底開始感到眼睛不適，經診斷後發現罹患胃癌第四期，且癌細胞可能已轉移至身體其他地方。並表示會暫離球場一段時間接受治療，以期在未來重返球場。[18][19]
- 2023年3月12日，所屬的俱樂部東麗箭發表藤井已於同月10日去世的公告，享年31歲。[20][21]

## 外部連結
- 東麗箭 官方個人資料 （页面存档备份，存于）
- 藤井直伸的X（前Twitter）
- 藤井直伸的Instagram帳戶